# Adrian Thomas (cestista)
Adrian Thomas (Pembroke Pines, 30 aprile 1987) è un ex cestista statunitense, professionista nella NBDL e in Asia.